# Arnemuiden

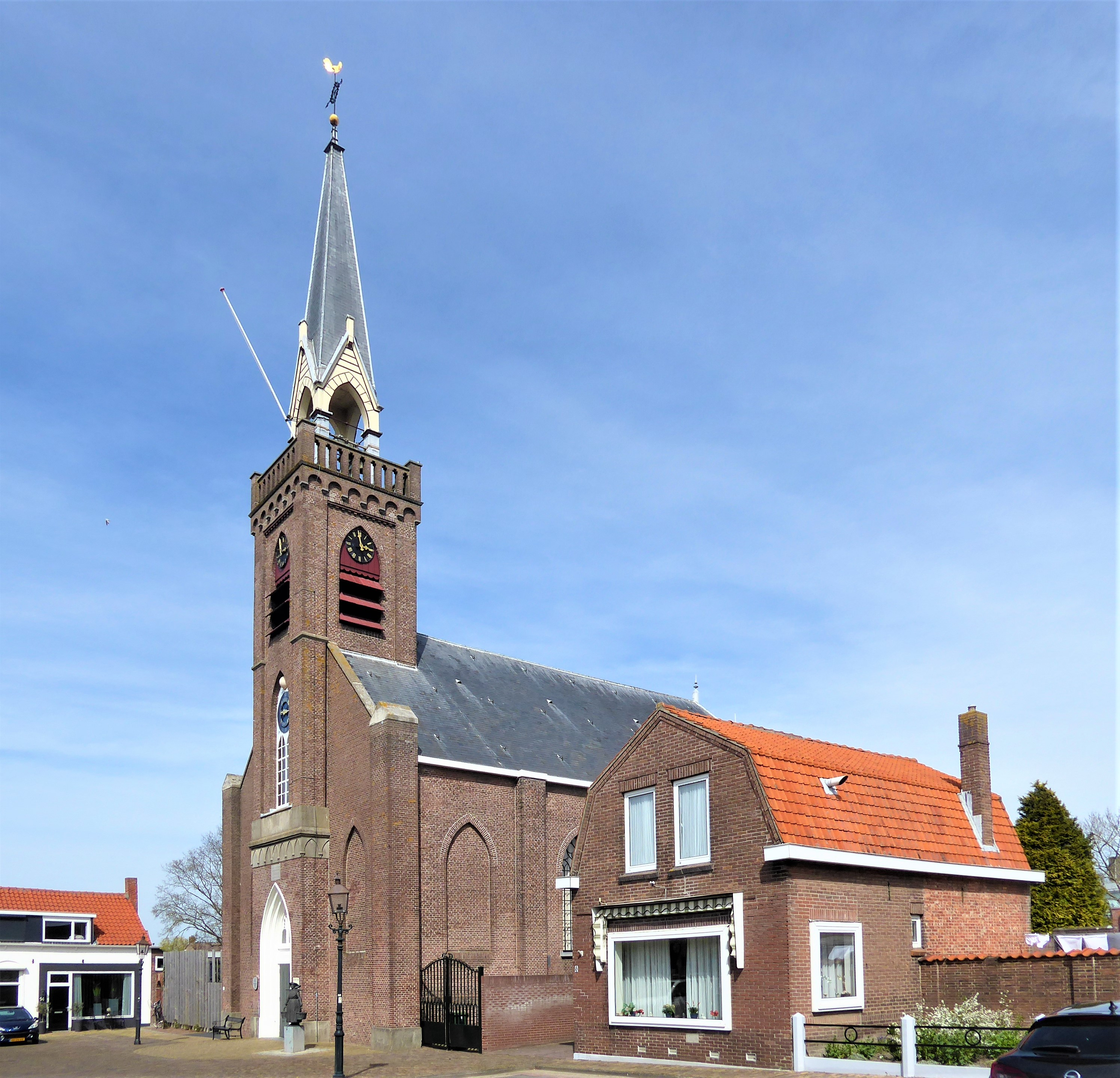
Die Dorfkirche im Zentrum

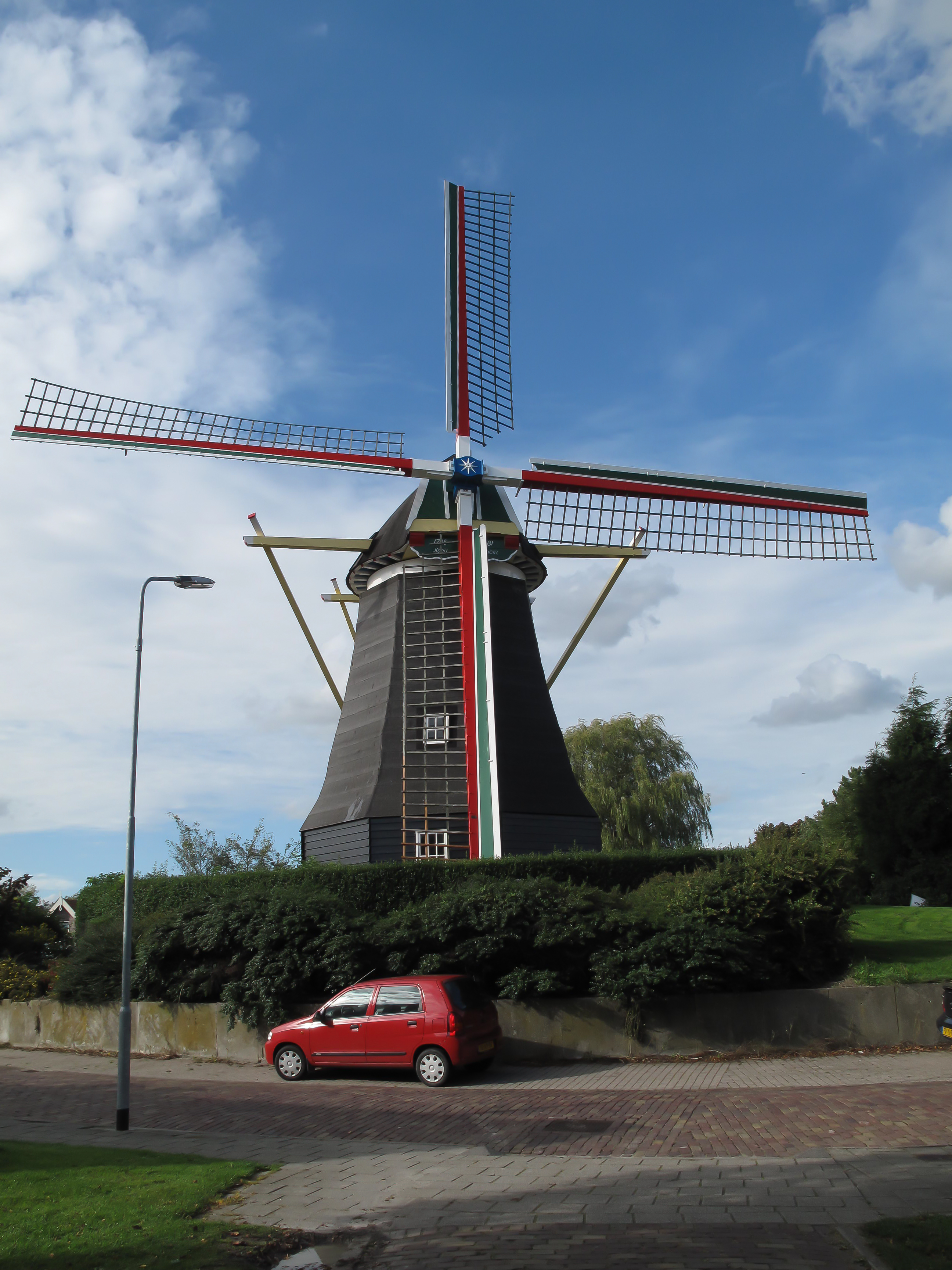
Mühle Nooitgedacht

Arnemuiden ist eine kleine Ortschaft, welche zur Gemeinde Middelburg gehört. Der Ort liegt auf der Halbinsel Walcheren in der niederländischen Provinz Zeeland. Arnemuiden befindet sich rund drei Kilometer vom Stadtzentrum Middelburg entfernt.
Der Bahnhof Arnemuiden liegt an der Zeeuwse Lijn, an dem die Intercitys Richtung Roosendaal bzw. Vlissingen halten. Des Weiteren hat Arnemuiden einen eigenen Autobahnanschluss an die A58 (E312).
Arnemuiden, dessen Name Mündung der Arne bedeutet, war im Spätmittelalter ein Fischerdorf. Es wurde während des Achtzigjährigen Krieges 1573 von spanischen Truppen zerstört. Um den Wiederaufbau zu fördern, ließ Wilhelm von Oranien ein Jahr später dem Ort das Stadtrecht verleihen. Der damals noch überwiegend katholische Ort ging darauf allmählich (die Reichen zuerst) zum Calvinismus über.
Im Jahr 1971 wurde Arnemuiden nach Middelburg eingemeindet. Es ist nach wie vor eine etwas geschlossene Gemeinschaft, wo nicht nur zum sonntäglichen Kirchgang manchmal noch Trachten getragen werden. Viele der rund 5320 Einwohner leben von der Fischerei oder der Fischverarbeitung.

## Ortschaften
Nebst dem Hauptort gehören zum Verwaltungsgebiet auch noch das Dorf Kleverskerke nordwestlich des Ortes. Sowie ein Teil des Veerse Meer, der Oranjeplaat (eine Ferienanlage) und mehrere Wohnhäuser die außerhalb dieser Gebiete liegen.

## Persönlichkeiten
- Ambrosius Bosschaert der Jüngere (1609–1645), Maler des Goldenen niederländischen Zeitalters
- Jan Paul van Hecke (* 2000), Fußballspieler

## Sehenswürdigkeiten
- Dorpskerk Arnemuiden
- Windmühle Nooitgedacht
- Historische Werft am Ufer der Arne